# Sint-Michaëlkerk (Lüneburg)
De Sint-Michaëlkerk is een van de hoofdkerken in de Nedersaksische stad Lüneburg. De kloosterkerk van het voormalige Benedictijnse klooster Sint-Michaël dateert uit de 14e eeuw.

## Geschiedenis
Het oudste document dat getuigt van de kerk en het klooster van Sint-Michaël, vormt tevens het oudste schriftelijke bewijs voor het bestaan van de stad. Keizer Otto I de Grote kende in het jaar 956 rechten aan het klooster uit de verkoop van zout toe. Het klooster stond binnen de muren van de burcht van de Billungers op een verhoging in het landschap, de Lüneburger Kalkberg. Aan het einde van de 10e eeuw nam het klooster de Benedictijnse kloosterregels aan. Aan de voet van de burcht groeide de stad Lüneburg. De zoutwinning leidde echter tot een groeiend zelfbewustzijn van het stadsbestuur. Door de groeiende concurrentie werd een conflict met de bewoners van de burcht onvermijdelijk: in 1371 werd de burcht ten slotte bestormd en verwoest. Het klooster op de Kalkberg werd opgeheven en in de onmiddellijke nabijheid aan de voet van de Kalkberg, maar nu binnen de muren van de stad, herbouwd. Na de reformatie werd het klooster protestants en bleef het als enige mannenklooster in het prinsdom Lüneburg bestaan. Pas op 1 oktober 1850 werd het klooster opgeheven. Het kloostervermogen en de gebouwen werden samen met de kerk overgedragen aan het Hannoverschen Klosterfond. Later kregen de kloostergebouwen een profane bestemming, maar de kerk bleef in het bezit van het fonds en tegenwoordig wordt het onderhoud van de Sint-Michaëlkerk betaald vanuit dit fonds.

## Bouwgeschiedenis
De eerste steen voor de huidige kerk werd gelegd in het jaar 1376. In het jaar 1379 was de benedenkerk gereed. De hoofdkerk met de oorspronkelijk niet geplande abtskapel werd in 1412 voltooid. Aan de toren werd to 1434 verder gebouwd. Een probleem vormde van meet af aan de rand van een zoutkoepel waarop de kerk werd gebouwd. Daardoor wijken de machtige pijlers tot 70 centimeter uit het lood.

## Gebouw
Het gebouw betreft een gotische hallenkerk van baksteen. Het 52,58 meter lange gebouw telt zes traveeën met een 5/10 koorafsluiting. De kerk is 26,29 meter breed en maximaal 20,45 meter hoog. De plek vereiste aan de oostzijde een sterke onderconstructie, welke in de vorm van een benedenkerk werd uitgevoerd. Aan de westzijde sluit zich de 79 meter hoge kerktoren aan. Naast het koor bevinden zich twee koorkapellen. Vroeger lagen de vloeren van beide kapellen lager dan het kerkschip. Tegenwoordig geldt dat alleen nog voor de noordelijke kapel, die dus ook nog de originele vloer met afwisselend geglazuurde en ongeglazuurde tegels kent.

## Interieur
Van het ooit zo rijke oorspronkelijke interieur is tegenwoordig weinig over. Het meest waardevol was de gouden tafel, een 11e-eeuws antependium. Na de nieuwbouw van de kerk werd rond de gouden tafel een reliekenschrijn en een vleugelaltaar gebouwd. In 1698 werd de gouden tafel echter door de roversbende van Nikol List uit de kerk gestolen en vervolgens omgesmolten, een daad waarvoor de roverhoofdman later samen met een lid van de bende veroordeeld zou worden tot de ergste vorm van radbraken. Bij een renovatie van het interieur werden in 1796 de relieken en het vleugelaltaar verkocht. Tegenwoordig bevinden deze zich in twee musea van Hannover. Wat resteert zijn de kansel van Daniel Schwencke uit het jaar 1602 en de orgelkas van Matthias Dropa uit het jaar 1708.
In de torenhal hangt aan de noordzijde tegenover de ingang een crucifix waarvan het corpus laat-15e-eeuws is en het kruis 17e-eeuws. Op de zuidelijke muur van de westelijke schip bevindt zich het epitaaf van Herbord von Holle († 1555), de eerste protestantse abt van het Michaëlklooster. De olieverfschilderijen van de vier evangelisten in het koor werden in 1793 opgehangen en worden beschouwd als werken van Martin de la Belle (* 1744 - † 1800).

## Orgel
Het orgel gaat terug op een instrument uit 1708, dat door Matthias Dropa, een leerling van Arp Schnitger, werd gebouwd. In de loop der jaren werd het orgel herhaaldelijk veranderd, herzien en omgebouwd. In 1871 ging een groot deel van het originele pijpenbestand verloren. In 1931 volgde nieuwbouw van het instrument met gebruikmaking van oud materiaal en behoud van de originele orgelkas. Het orgel werd ten slotte in 1999 door Christian Scheffler gerestaureerd en teruggebracht naar de toestand van 1931.

## Klokken
In 1491 kreeg de klokkengieter Geert van Wou de opdracht twee bestaande klokken uit 1427 (c1) en 1325 (d1) aan te vullen. Hij goot vervolgens vier klokken in de slagtonen b0, es1, f1 en g1. Van alle zes de klokken hebben slechts de g1- en de es1-klok de tijd overleefd. Alle andere luidklokken dateren uit de 20e eeuw. De klokken hangen in een historische houten klokkenstoel. Voor het uurwerk zijn er nog twee slagklokken.
| Nr. | Naam                 | Gietjaar      | Gieter                       | Doorsnee (mm) | Gewicht (kg) | Slagtoon (HT-1/16) |
| --- | -------------------- | ------------- | ---------------------------- | ------------- | ------------ | ------------------ |
| 1   | St.-Michaelis-Glocke | 1492          | Geert van Wou                | 1.384         | ≈1.800       | es1 +6             |
| 2   | –                    | 1926          | Petit & Gebr. Edelbrock      | 1.180         | ≈1.000       | f1 +9              |
| 3   | Sonntagsglocke       | 1492          | Geert van Wou                | 1.080         | ≈750         | g1 +10             |
| 4   | –                    | 1930          | Klokkengieterij Bachert      | 1.000         | ≈600         | as1 +11            |
| 5   | –                    | 1928          | Klokkengieterij Bachert      | 860           | ≈350         | b1 +12             |
| 6   | –                    | 1932          | Klokkengieterij Bachert      | 760           | ≈250         | c2 +10             |
| 7   | –                    | 1934          | Klokkengieterij Bachert      | 730           | ≈200         | des2 +10           |
| 8   | –                    | 1939          | Klokkengieterij Bachert      | 690           | ≈190         | d2 +10             |
| 9   | –                    | 1975          | Heidelbergse Klokkengieterij | 640           | 177          | es2 +10            |
| 10  | Burgglocke           | Eind 12e eeuw | onbekend                     | 760           | 437          | f2 (niet zuiver)   |
| I   | Uurklok              | 1976          | Heidelbergse Klokkengieterij | 980           | 661          | as1 –6             |
| II  | Kwartierklok         | rond 1200     | onbekend                     |               | ≈150         | es2 (niet zuiver)  |

## Trivia
Johann Sebastian Bach was van 1701 tot 1702 lid van het koor van de kloosterschool Sint-Michaël.

## Afbeeldingen

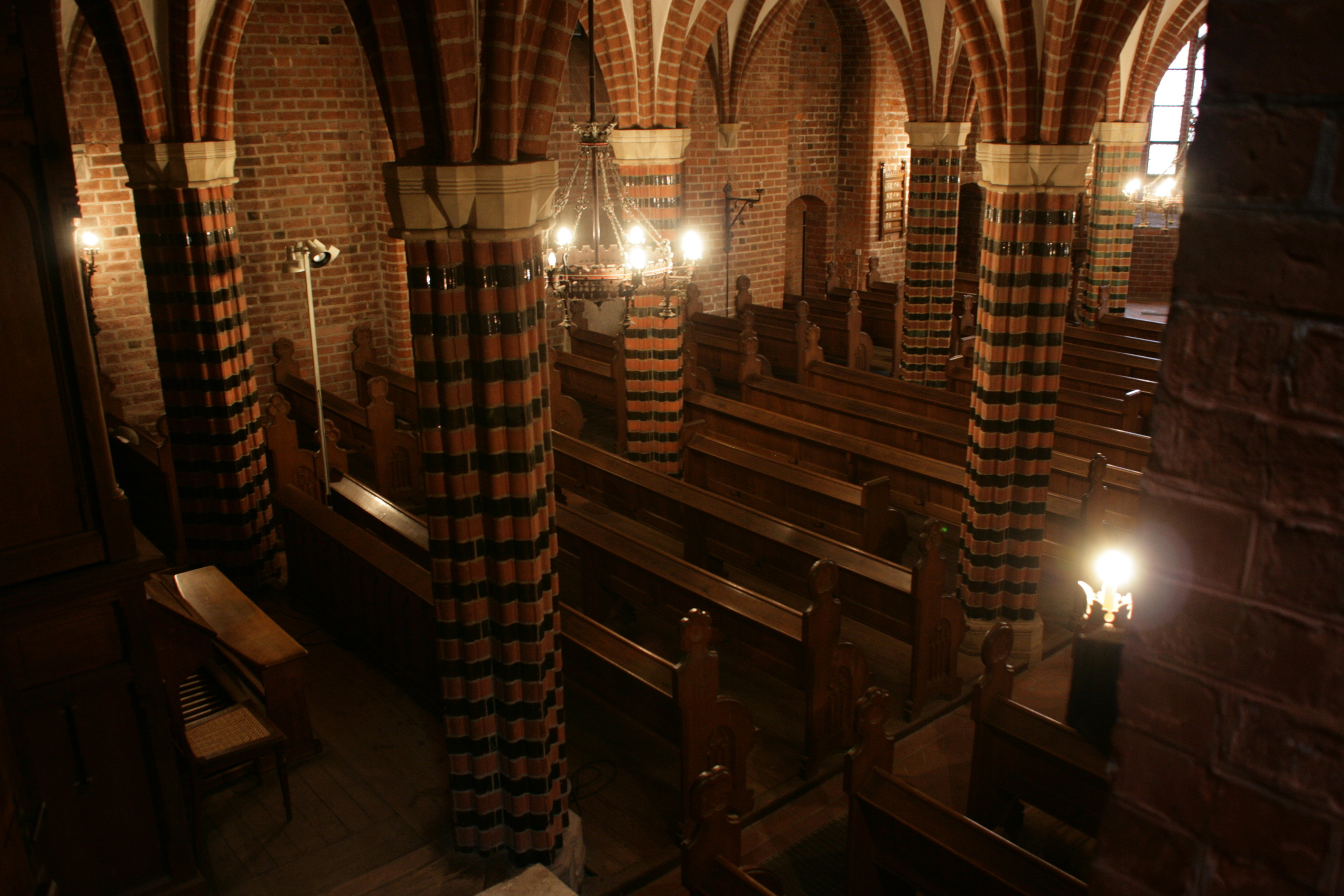
Benedenkerk
Crucifix
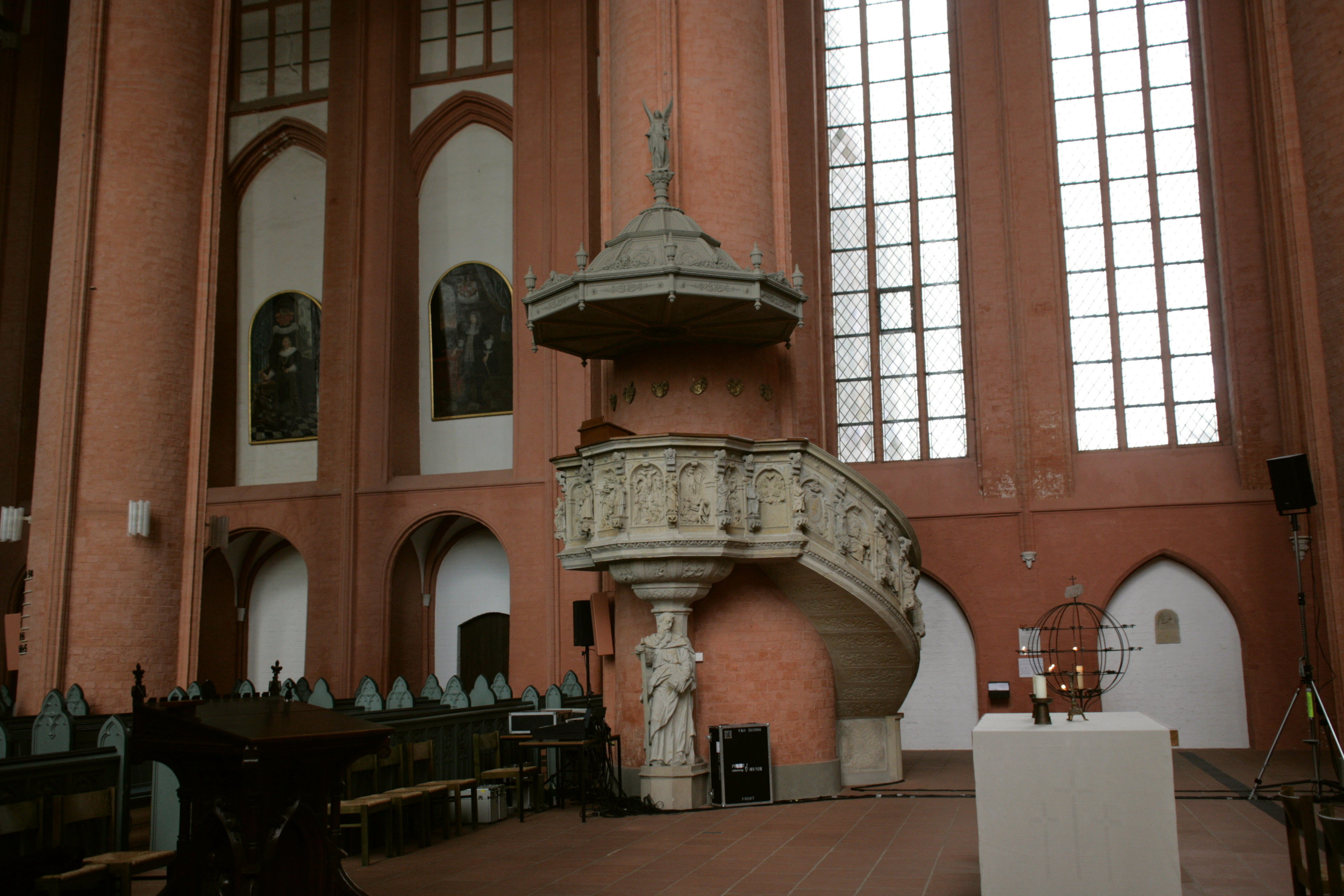
Preekgestoelte
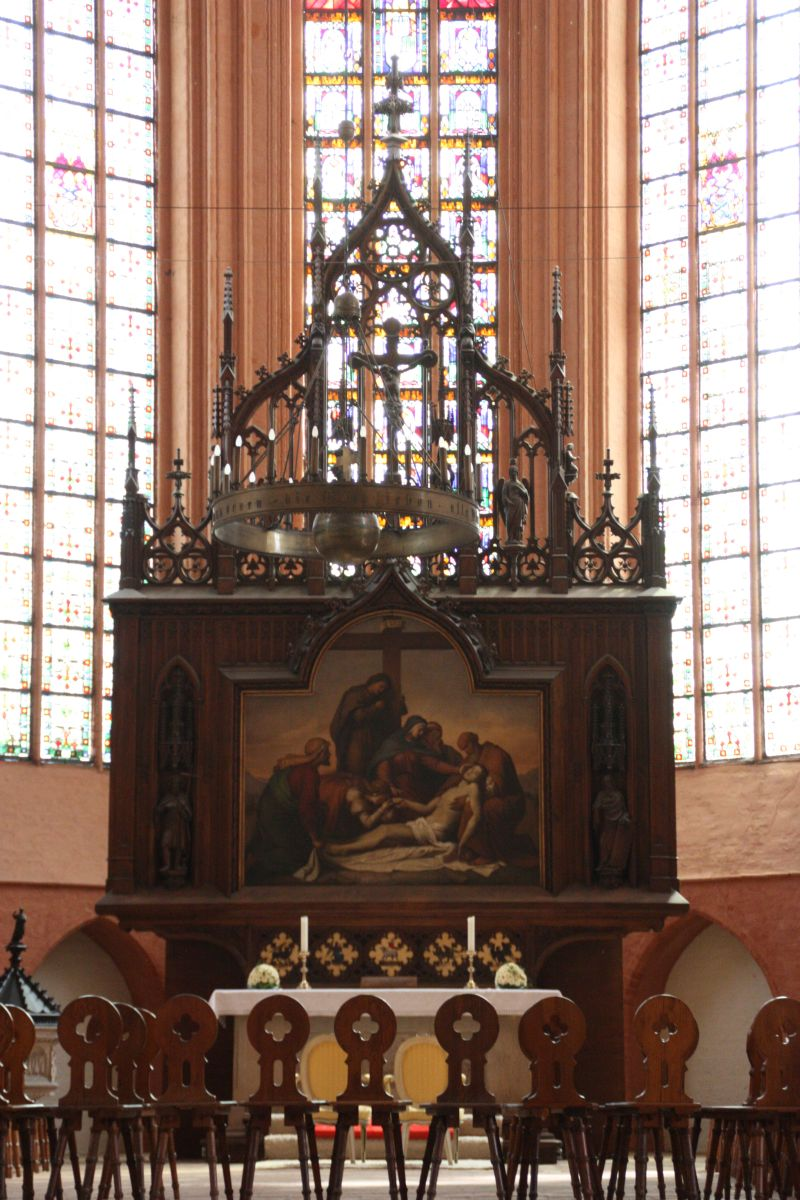
Hoofdaltaar